# دين السلام والنور الأحمدي
الدين الأحمدي: السلام والنور (AROPL ) والمعروفة أيضًا باسم الديانة الأحمدية (ليس ذات الجماعة الاحمدية بباكستان) ، هي حركة دينية جديدة لما بعد الإسلام مستمدة بشكل اساسي من الاسلام الشيعي الإثني عشري .  تعتبر واحدة من الحركات الناشئة التي تتنبأ بنهاية العالم أو "يوم القيامة" في الشرق الأوسط .  زعيم هذا الدين هو عبدالله هاشم ، وهو أمريكي من أصل مصري يدعي أنه قائم ال محمد وأنه تم تعيينه بالاسم في وصية النبي محمد ، كما يدعي أنه ينشر الرسالة الحقيقية لأحمد الحسن ، الذي ادعى أنه اليماني المتنبأ به. 

## التاريخ

تمثال أحمد الحسن في المقر الرئيسي لـجماعة في المملكة المتحدة

أحمد الحسن ، وهو مسلم شيعي من البصرة بالعراق ، ادعى أنه يماني ببداية الالفية. واتخذ لقب "أحمد الحسن اليماني". والذي اختفى بعد احداث معركة النجف في يناير/كانون الثاني 2007. بعد اختفاءه،  والذي ادعت الجماعة انه اليماني الذي تنُبئ به،  وأول المهديين الاثني عشر الذين تم تعيينهم في وصية النبي الإسلامي محمد .  ظهرت مجموعة تعرف باسم "الرايات البيضاء" أو "مكتب النجف"، تنشر رسائل منسوبة والتي رفضت من بعض اتباع احمد الحسن باعتبارها مزيفة. وقد أدى هذا انشقاق الجماعة الى قسمين، حيث اتهم عبدالله هاشم، وهو احد حواري احمد حسن من اصل مصري امريكي، جماعة الرايات البيضاء بفبركة رسائل تحت تأثيرالحكومة العراقية. تعارض جماعة هاشم، المعروفة الآن باسم "الرايات السوداء" (AROPL) ومقرها في المملكة المتحدة ، جماعة "الرايات البيضاء"، التي طردته في عامي 2015. في حين أن كلا المجموعتين تبجل احمد الحسن بعتباره اليماني، إلا أن كل منهما يفسر دوره بشكل مختلف. تتمتع جماعة الرايات السوادء بعدد تابعيين اعلى على المستوى الدولي، في حين تظل جماعة الرايات البيضاء فصيلًا قطرياً بالعراق في المقام الأول. 
في عام 2015، أعلن عبدالله هاشم أنه القائم المحمدي (الذي سيقوم من آل محمد )، خلفًا لأحمد الحسن .  وقد ربط هو وأتباعه بين وفاة الملك عبد الله ملك المملكة العربية السعودية رواية شيعية واسعة الانتشار تتنبأ بظهور الإمام المهدي بعد وفاة ملك الحجاز المسمى "عبد الله".   وقد فسروا كذلك اسم الملك فهد وحالة عينيه على أنها تتوافق مع هذه الأوصاف النبوية، مما يعزز ادعاءاتهم. كما ربط هاشم، الذي كان يبلغ من العمر حينها 32 عامًا في عام 2015 وهو مصري الاصل، هويته أيضًا بالنبوءات حول ظهور المهدي من مصر . وتعتقد الجماعة أن الديانة المصرية القديمة كانت في الأصل متوافقة مع التوحيد الإسلامي . واستناداً إلى "وصية" محمد، التي يُزعم أنها تذكر شخصين يُدعيان أحمد وعبد الله، تؤكد جماعة الرايات السوداء أن هذا يشير إلى كل من أحمد الحسن وعبدالله هاشم . تزعم الجماعة أن الحسن حدد هاشم شخصيًا باعتباره قائم آل محمد ، وأنه يفي بثلاثة معايير إلهية: أن يكون مذكورًا في الوصية الأخيرة، وأن يمتلك معرفة استثنائية، وأن يدعو إلى سيادة الله على الحكم البشري. ويزعمون أن هذه المعايير نفسها هي التي بررت دور الحسن باعتباره اليماني المتنبأ به. 

## المعتقدات والعقائد
تدعوا ديانة الدين السلام والنور الأحمدي إلى التسامح بشكل اساسي وتحتوي معتقداتهم على سمات التوفيق الديني . بعض معتقدات وعقائدهم تتمثل بالتالي: 
- هناك سبعة عهود، منها ستة عهود تاريخية مع آدم ، ونوح ، وإبراهيم ، وموسى ، وعيسى ، ومحمد ، والعهد الحالي هو عهد أحمد الحسن .
- الإيمان بتقمص الأرواح او التناسخ .
- يعتبر شهر رمضان مماثلاً لشهر ديسمبر/كانون الاول ، حيث أن الأشهر الهجرية تعتبر مماثلة للأشهر الميلادية الشمسية.
- الكعبة الحقيقية تقع في مدينة البتراء في الأردن ، وليس في مكة السعودية.
- صلاة الجمعة ليست واجبة .
- الكحول مسموح بها, طالما يتم احستائها باعتدال.
- لا تعتبر أغطية الرأس (مثل الحجاب او برقع) إلزامية.
- التسامح مع الأشخاص المثليين جنسياً، ويُسمح لهم ايضاً بالانضمام إلى الديانة. [18]

يقدم كتاب عبدالله هاشم " غاية الحكماء"  إطارًا لاهوتيًا يمزج بين عناصر الشيعة الجعفريا ، والباطنية الإسلامية ، والغنوصية المسيحية ، والتصوف الغربي ، ومعتقدات المؤامرة . تتبع تعاليمه نموذجًا تدبيريًا ، حيث يتكشف التاريخ البشري من خلال ستة عهود إلهية فتبلغ ذروتها في العهد السابع الذي بدأه أحمد الحسن، مما أدى إلى ظهور القائم . 
يقدم الدين الاحمدي بعض  التفسيرات الدينية غير التقليدية، فيقترح أن " الخطيئة الأصلية " لآدم تتضمن تجسدًا سابقًا لفاطمة ، وان المسيح نجا من الصلب من خلال تبادل الأرواح مع سمعان القيرواني ، وأن ماني هو من نسل يسوع ومريم المجدلية .كما تتضمن معتقداته تقمص الاجساد، وتناسخ الأرواح، والرجعة، حيث يُنظر إلى المؤمنين في الوقت الحاضر على أنهم تناسخات للأنبياء والرسل السابقين. 
تشمل نظرياته  الكونية ما يسمى  بالسامرئية وهي عالم انتقالي يشبه معتقد المطهر الكاثوليكي٫ حيث الجنة على الأرض والجحيم على الشمس، مع مصير أسوأ للأرواح الأكثر فسادًا. يرفض نظرية التطور ، ويقترح بدلاً من ذلك أن هنالك كائنات فضائية قد سبقت آدم كانت تسكن الأرض ذات يوم. ويزعم هاشم أيضًا أن إبليس كان مسؤولاً عن خلق الجسد البشري، في حين قام ال محمد بتشكيل أرواحهم بذاتهم. 
وبدمج عدد من معتقدات المؤامرة، يؤكد هاشم أن شخصيات مثل زيوس ، وكونفوشيوس ، والإسكندر الأكبر كانوا رسلًا . ويزعم أيضًا أن الرئيس الأمريكي جورج واشنطن هو في الواقع آدم وايزهاوبت ، مؤسس إلوميناتوس (الماسونية)، ويشير إلى أن الرئيس الأمريكي جورج دبليو بوش مرتبط بخبير البريطاني في علوم السحر أليستر كراولي . بالإضافة إلى ذلك، فإنه ينسب قوى خارقة للطبيعة إلى احمد حسن والذي يلقبه دائما ال قائم ، بانه يمتلك خاتم الملك سليمان وانه يأمر به الجن . كما يدعي ايضا ان الله يربط مصائر الناس بالتنجيم، فهو مثلاً يربط نفسه بكوكب المريخ ويربط إبليس بنجم الشعرى . 

## الاعتراف بالجماعة
في الولايات المتحدة ، تم تسجيل AROPL كمنظمة في رينو، نيفادا . كما أنها مسجلة في المملكة المتحدة، حيث يقع مقرها الرئيسي بالقرب من مانشستر .   ويُعرف الزعماء الإقليميون للديانة الأحمدية باسم "الأساقفة". وهم يعيشون حاليًا في المنفى بسبب الاضطهاد، ومن بينهم:
- حميدرضا صغاري، أسقف إيران وأفغانستان [22]
- كشف الله أمل الدين أهل المهدي، أسقف ماليزيا وإندونيسيا [23] [24]

## الاضطهاد
وقد تعرضت الجماعة الدينية للاضطهاد من قبل الشرطة والسلطات  في الجزائر ،    وأذربيجان ،  وإيران ،  والأردن ،  وماليزيا ،   والسويد ،  وتايلاند ،  ودول أخرى.
في 24 مايو/ايار 2023، تم اعتقال 104 من معتنقي الدين الاحمدي الذين كانوا يسعون للحصول على اللجوء عبر منطقة كابيكولي على الحدود البلغارية التركية   حيث تعرضوا لمضايقات عنيفة من قبل السلطات التركية.  
في تموز/يوليو 2023، ألقت الشرطة القبض على ثمانية أعضاء الجماعة في ماليزيا في تجمع لمجتمع الميم .  أعلن الداتوك الدكتور نوح جادوت، رئيس لجنة المذاكرة بالمجلس الوطني للشؤون الدينية الإسلامية بماليزيا (MKI)، خلال اجتماعات اللجنة في الفترة من 26 إلى 28 يونيو/حزيران عام 2023،  ان الديانة الاحمدية عبارة عن طائفة منحرفة ولا تتماشى مع العقيدة الإسلامية. 

## الكتب المقدسة الرسمية
في عام 2022، نشرت الجماعة كتابه الديني الرسمي الاول، بعنوان غاية الحكيم. تمت ترجمة الكتاب، الذي يحتوي على 40 "باباً" أو فصلاً، إلى  العربية والأردية والماليزية والإسبانية والفرنسية والألمانية والتركية والأذرية والفارسية.
- هاشم، عبدالله (2022). غاية الحكماء: بشارة قائم آل محمد عبد الله هاشم أبا الصادق. الأحمدية دين السلام والنور. ISBN:978-1-7392629-0-7.
- هاشم، عبدالله (2024). بيان المهدي. الأحمدية دين السلام والنور.

## روابط خارجية
- الموقع الرسمي
- The Mahdi Wiki (knowledge base)